# Ribeirão das Marrecas
Der Ribeirão das Marrecas ist ein etwa 29 km langer linker Nebenfluss des Rio Tibaji im Norden des brasilianischen Bundesstaats Paraná.

## Etymologie
Marreco oder in der weiblichen Form Marreca ist die in Brasilien übliche Bezeichnung für Enten.

## Geografie

### Lage
Das Einzugsgebiet des Ribeirão das Marrecas befindet sich auf dem Terceiro Planalto Paranaense (Dritte oder Guarapuava-Hochebene von Paraná).

### Verlauf
Sein Quellgebiet liegt im Süden des Munizips Londrina auf 632 m Meereshöhe etwa 3 km südwestlich der Ortschaft Ireré in der Nähe der PR-445. 
Der Fluss verläuft in östlicher Richtung. Er mündet nordöstlich der Ortschaft Maravilha auf 379 m Höhe von links in den Rio Tibaji. Er ist etwa 29 km lang.

### Munizipien im Einzugsgebiet
Der Ribeirão das Marrecas verläuft vollständig im Munizip Londrina.